# Sou Seu Amor
1. REDIRECIONAMENTO Discografia de Calcinha Preta